# 環頸旅鼠屬
環頸旅鼠屬（環頸旅鼠）（学名：Dicrostonyx）是哺乳綱、囓齒目、倉鼠科的一屬，而與環頸旅鼠屬（環頸旅鼠）同科的動物尚有鼴形田鼠屬（鼴形田鼠）等之數種哺乳動物。